# Хабаровское краевое отделение Русского географического общества

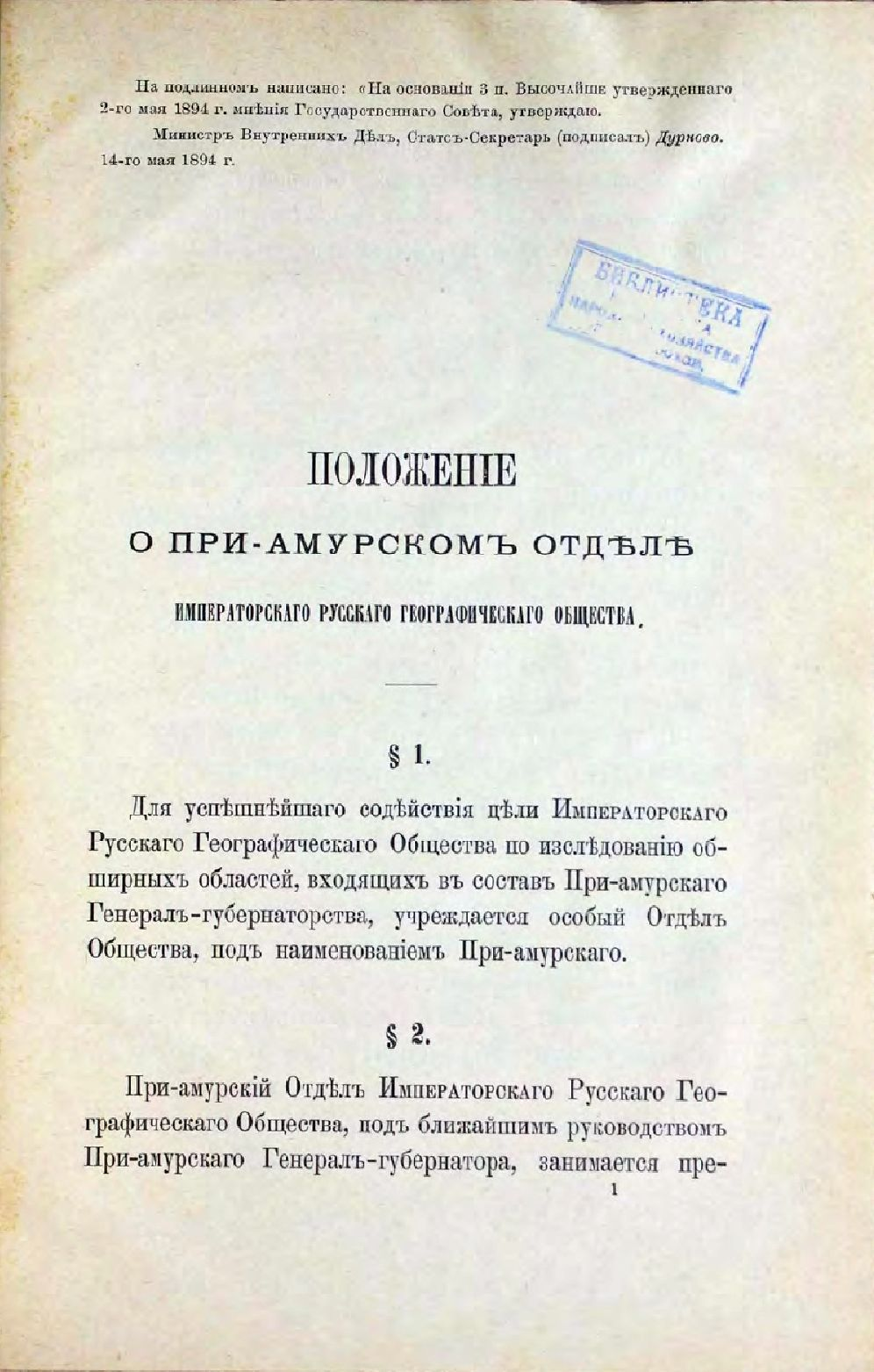
Положение о Приамурском отделе Императорского русского географического общества

Хаба́ровское (Приаму́рское) краево́е отделе́ние Ру́сского географи́ческого о́бщества — географическая общественная организация, одна из старейших научных организаций России и Дальнего Востока России, первая научная организация в Приамурье, правопреемник Приамурского отдела Императорского Русского географического общества (ПОИРГО) — основано 2 [14] мая 1894 года, ныне региональное подразделение Русского географического общества в Хабаровском крае.
ПОИРГО — седьмой по счёту открытый Отдел Императорского Русского географического общества в Российской империи.
Штаб-квартира в Хабаровске.
В настоящее время (на февраль 2019 г.) в обществе числятся 121 человек.

## История
В конце 1893 года инициатором создания Приамурского отдела ИРГО выступил приамурский генерал-губернатор Сергей Михайлович Духовский, который в ходатайстве об открытии в Хабаровске отдела ИРГО писал: «В крае имеется достаточное число лиц, интересующихся наукой…»
10 [22] апреля 1894 года — начал работать временный распорядительный комитет Приамурского отдела ИРГО в Хабаровске. В собрании приняли участие 93 члена-учредителя.
Первым председателем (комитета/совета) Приамурского отдела ИРГО — избран помощник генерал-губернатора Приамурского края генерал-лейтенант Николай Иванович Гродеков. Правитель дел (ответственный секретарь) Славомир Альбертович Монковский — инженер, начальник управления строительно-дорожными частями Приамурского края.
2 [14] мая 1894 года — высочайшим утверждением императора Александра III утверждено представление Государственного Совета об учреждении Приамурского отдела ИРГО (Положение о Приамурском отделе Императорского русского географического общества утвердил министр внутренних дел Дурново П. Н.). Эта дата стала официальным днём основания ПОИРГО. В общество вступило 181 человек.
14 (26) мая 1894 года последовало высочайшее соизволение на принятие Его Высочеством великим князем Александром Михайловичем вновь утверждённого Отдела на Его высокое покровительство.
Утверждено Положение о Приамурском отделе, которому повелено ежегодно отпускать 2000 руб. субсидий и единовременно, на первоначальное обзаведение — 10 000 руб..
Цель ПОИРГО: изучение «родной земли и людей её обитающих», собирание и распространение географических, статистических и этнографических сведений о Приамурском крае.
Положение о Приамурском отделе Императорского Русского географического общества:

На подлинном написано: На основании 3 п. [Устава ИРГО] Высочайше утверждённого

2-го мая 1894 г. мнения Государственного Совета, утверждаю.

Министр внутренних дел, статс-секретарь (подписал) Дурново.

14-го мая 1894 г.

§ 1

Для успешного содействия цели Императорского Русского географического общества по исследованию обширных областей, входящих в состав Приамурского генерал-губернаторства, учреждается особый Отдел Общества, под наименованием Приамурского.

§ 2

Приамурский Отдел Императорского Русского географического общества, под ближайшим руководством Приамурского генерал-губернатора, занимается преимущественно изучением указанных в предшествующем § областей во всех тех отношениях, которые составляют предмет знаний Общества, а именно: в отношениях собственно географическом, этнографическом и статистическом.

§ 3

С этой целью Приамурский Отдел Императорского Русского географического общества:
1. отыскивает и проводит в известность собранных уже и хранящихся в местных архивах и у частных лиц сведения о Приамурском крае в частности, об областях, входящих в состав Приамурского генерал-губернаторства вообще, а равно и о соседних с ним областях Китая и Японии;
2. производит в местах учения исследования для изучения края в отношениях, указанных в предыдущем параграфе, и в особенности в географическом, естественно-историческом, этнографическом и статистическом;
3. оказывает содействие всем лицам, посещающим край с учёной целью, а равно и местным исследователям, занимающимся его изучением в каком-либо отношении, и вообще старается привлекать к исследованию края лиц, могущих быть для этого полезными;
4. заботится о собираниях и хранении учёных пособий, относящихся к кругу своих занятий, как-то: книг, рукописей, актов и карт, а также об устройстве и поддержании местного музея естественно-исторических и этнографических предметов.

§ 4

Приамурскому Отделу для успешного хода его работ предоставляется, с разрешения Приамурского генерал-губернатора, образовать местные (филиальные) Отделения, отношения которых к Отделу определяются правилами, имеющими быть выработанными самим Отделом и получающими силу с утверждения их Приамурским генерал-губернатором.

§ 5

Приамурскому Отделу предоставляется самому избирать в свои члены лиц, которые могут быть полезны для его учёных трудов. Лица эти получают звание членов-сотрудников Императорского Русского географического общества; в действительные же члены Общества они поступают не иначе как на общем основании, по избранию самим Обществом, по представлению Отдела.

§ 6

Лицо, которое принесёт в дар Отделу единовременно не менее трёхсот рублей, получает звание члена-соревнователя, с выдачей ему на это звание диплома.

§ 7

Для управления своими действиями, Отдел избирает из среды своей Председательствующего и Правителя дел, утверждаемых в их званиях Приамурским генерал-губернатором. Их обязанности и права по Отделу, равно как весь ход и порядок распорядительных действий Отдела, соображаются с правилами общего Устава Императорского Русского географического общества; особенности же, кои могут потребоваться местными обстоятельствами, постановляются самим Отделом с утверждения генерал-губернатора.

§ 8

На покрытие текущих издержек Отдел употребляет: а) субсидии от казны, б) поступающие в его кассу ежегодные денежные, на основании Устава Общества, взносы членов онаго, в) суммы, выручаемые от продажи изданий Отдела, равно и г) пожертвования, делаемые в пользу Отдела его соревнователями. Из заменяющих ежегодные взносы членов Отдела — взносов единовременных — образуется неприкосновенный капитал, одни лишь %-ты с которого могут быть употребляемы на текущие надобности.

§ 9

Изложенное в параграфах 7-м и 8-м относится и до филиальных Отделений Отдела, поскольку то согласуется с правилами, упоминаемыми в § 4-м сего Положения.

§ 10

Отношения Приамурского Отдела Императорского Русского географического общества и его филиальных Отделений к самому Обществу суть следующая:
1. Он есть нераздельная часть Общества, а потому пользуется Высочайше дарованною Обществу печатью с государственным гербом и правом посылать без платежа весовых как письменную корреспонденцию, так и посылки до пуда весом.
2. Общество во всех учёных предприятиях и занятиях Отдела, принимает обязанность содействовать ему своими советами, указаниями, сообщением находящихся в его распоряжении сведений, материалов и других учёных пособий, а если средства позволят, — то и денежным вспомоществованиями.
3. Труды Отдела печатаются на его собственные средства.
4. Со своей стороны Приамурский Отдел исполняет просьбы и поручения, с которыми Общество будет к нему обращаться, обсуживает предлагаемые ему вопросы, разрабатывает указываемые предметы и, вообще, доставляет Обществу полезные сведения, относящиеся к специальному кругу предоставляемых ему занятий.
5. Ежегодно, не позже мая месяца, Отдел высылает в Общество подробный отчёт о своих занятиях и занятиях филиальных Отделений в течение предшествовавшего года, для включения в ближайший общий готовой отчёт Императорского Русского географического общества.

ПОИРГО начал большую просветительскую работу: устраивал публичные лекции, сообщения, экскурсии, занимался изучением истории, географии, этнографии края, сбором статистических сведений, организацией исследований, публикацией научных трудов.
Председатель ПОИРГО Гродеков Н. И. обратил «особое внимание на необходимость учреждения при отделе общедоступной публичной библиотеки и музея, как важнейших пособий при изучении края».
Работа по созданию Приамурского отдела ИРГО, библиотеки и музея при нём, широко была представлена на страницах газеты «Приамурские ведомости».
Редактор «Приамурских ведомостей», член ПОИРГО А. П. Сильницкий способствовал полному отражению на страницах газеты деятельности Приамурского отдела ИРГО: печатались краеведческие очерки В. П. Маргаритова, походные дневники и этнографические работы В. К. Арсеньева, П. П. Шимкевича, статьи о природных ресурсах и промыслах Приамурья агронома Н. А. Крюкова, статьи А. П. Сильницкого о результатах командировок в Южно-Уссурийский край с целью изучения культурного влияния Уссурийской железной дороги на жизнь переселенцев.
Выходили приложения в газете «Приамурские ведомости» отчётов Приамурского отдела ИРГО. К примеру, Сильницкого А. П. Поездка в Камчатку и на р. Анадырь.
31 октября 1899 года в типографии канцелярии Приамурского генерал-губернатора был отпечатан отдельный оттиск статей из «Приамурских ведомостей» под названием «Амурско-Приморская сельскохозяйственная и промышленная выставка в Хабаровске».
В 2024 году — к 130-летию со дня образования Приамурского географического общества Государственный архив Хабаровского края презентовал мультимедийный историко-документальный выставочный проект «Дорогами открытий».

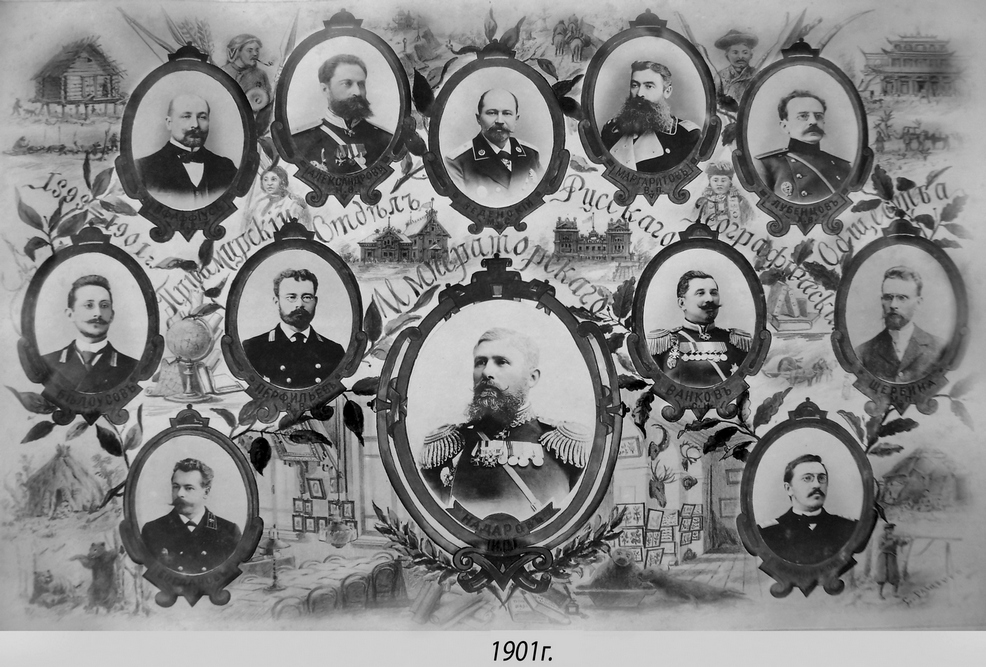
Члены Приамурского отдела Императорского Русского географического общества (ПОИРГО), 1901 год. Верхний ряд: К. Е. Пфаффиус, Н. Ф. Александров, М. С. Веденский, В. П. Маргаритов, А. Г. Лубенцов (слева направо). В центре И. П. Надаров. Второй ряд: Г. Ф. Белоусов, В. В. Перфильев, С. Н. Ванков, М. П. Щербина (слева направо). Нижний ряд: Р. К. Богданов и В. К. Бражников (слева направо).

## Управление
- Его Императорское Высочество великий князь Александр Михайлович

(по состоянию на 1909 г.)
- Его Высокопревосходительство Приамурский генерал-губернатор Духовский Сергей Михайлович
- Его Высокопревосходительство Приамурский генерал-губернатор Гродеков Николай Иванович
- Его Высокопревосходительство Приамурский генерал-губернатор Хрещатицкий Ростислав Александрович
- Его Высокопревосходительство Приамурский генерал-губернатор Унтербергер Павел Фёдорович
- Приамурский генерал-губернатор Гондатти Николай Львович

(по состоянию на 1914 г.)
93 члена-учредителя, среди них:
- Александров Н. Ф. — начальник Амурской инженерной дистанции.
- Бабиков С. С. — учёный-орнитолог и общественный деятель.
- Веденский М. С. — лесной ревизор.
- Гладышев П. И. — начальник военно-топографического отдела Приамурского округа (в Хабаровске).
- Олсуфьев А. В. — адъютант командующего.
- Попов В. К. — окружной интендант.
- Радаков В. Н. — окружной военно-медицинский инспектор.
- Тумковский Н. З. — правитель канцелярии генерал-губернатора.

(по состоянию на 1894 г.)
- Гродеков Николай Иванович — 1894—1898

(правитель дел /ответственный секретарь/ Монковский Славомир Альбертович, с ноября 1894 г. — Рождественский Александр Григорьевич, с 1895 г. — Маргаритов Василий Петрович, с 1896 г. — Лубенцов Анатолий Григорьевич)
- Надаров Иван Павлович — 1898—1901
- Андреев Михаил Семёнович — 1901—1906

(заместитель Ванков Семён Николаевич, правитель дел Пфафиус Константин Евгеньевич, затем, Гущо Игнатий Станиславович)
- Ванков Семён Николаевич — 1907—1913

(правитель дел /ответственный секретарь/ Куртеев Константин Константинович, затем, Бодиско Андрей Михайлович)
- Бодиско Андрей Михайлович — 1913—1914
- Большев Александр Владимирович — 1914—1916

(правитель дел Звездин Леонид Иванович)

общество не работало с 1920—1923 гг.
- Малышев Михаил Петрович — 1924—1925

(товарищ /заместитель/ председателя, секретарь Арсеньев Владимир Клавдиевич, с 1925 г. — Бабиков Сергей Сергеевич, с 1929 г. — Крылов Лев Васильевич)
- Лобов Афанасий Алексеевич — 1925—1929

общество не работало с 1929—1944 гг.
- Руднев Евгений Вячеславович — 1945—1947

(учёный секретарь Старостин Ефим Адрианович)
- Маслов Александр Васильевич — 1947—1952

(учёный секретарь Нечаев Андрей Петрович, Максимов Николай Иванович)
- Сысоев Всеволод Петрович — 1953—1959

(учёный секретарь Степанов Андрей Александрович с 1955 по 1983 гг.)
- Стариков Георгий Фёдорович — 1960—1963
- Вишневский Давид Савельевич — 1963—1980
- Шейнгауз Александр Соломонович — 1980—1994 гг.

(ответственный секретарь Симаков Валерий Иванович с 1984 по 2008 гг.)
- Ишаев Виктор Иванович — 1994—2008
- Сыркин Владимир Иванович — 2008—2012

(ответственный секретарь Филонов Александр Михайлович, исключён из РГО в 2017 г.)
- Воронов Борис Александрович — 2012—2016
- Махинов Алексей Николаевич — 2016—2025[30][31]
- Марфин Юрий Сергеевич — 2025 — по н.в.[32][33]

(с 2019 г. исполнительный директор /секретарь/ — не назначен, исполняет обязанности Наталья Константиновна Фишер)
- Ванков Семён Николаевич
- Бодиско Андрей Михайлович
- Веденский Михаил Степанович
- фон-Безе Борис Фёдорович
- Русанов Александр Николаевич
- Иванов Павел Иванович
- Маргаритов Василий Петрович
- Перфильев Василий Власьевич
- Полянский Сергей Фёдорович
- Мартьянов Дмитрий Павлович
- Десулави Нума Августович
- Куртеев Константин Константинович
- Арсеньев Владимир Клавдиевич

(по состоянию на 1909 г.)

* * *
- Ганжа Евгения Артуровна
- Дидух Михаил Владимирович
- Ермолин Александр Борисович
- Зайцев Николай Александрович
- Кондратьева Екатерина Владимировна
- Костомарова Ирина Викторовна
- Кульбачный Сергей Евгеньевич
- Марфин Юрий Сергеевич
- Махинов Алексей Николаевич
- Паневина Галина Николаевна
- Рожков Николай Викторович
- Тимиргалеев Алексей Витальевич
- Фишер Наталья Константиновна

(по состоянию на 2025 г.)
- Гродеков Николай Иванович
- Кеппен Павел Егорович
- Куломзин Анатолий Николаевич
- Семёнов-Тян-Шанский Пётр Петрович
- Надаров Иван Павлович

(по состоянию на 1909 г.)
- Ашехманов Василий Николаевич
- Волков Владимир Сергеевич
- Вяземский Орест Полиенович
- Даттан Адольф Васильевич
- Лубенцов Анатолий Григорьевич
- Маковский Игнатий Осипович
- Перфильев Василий Власьевич
- Пьянков Иннокентий Павлович
- Стрельбицкий Иван Иванович
- Тифонтай Николай Иванович
- Тренгохин Владимир Михайлович
- Яромышев Христофор Петрович

(по состоянию на 1909 г.)
- Воронов Борис Александрович — эксперт в области антропогенной динамики природных экосистем и экологической адаптации регионального природопользования.
- Дубинина Нина Ивановна — эксперт по отечественной истории.
- Завгорудько Валерий Николаевич — эксперт по медицинской географии.
- Заусаев Вадим Константинович — эксперт по экономической географии.
- Махинов Алексей Николаевич — эксперт по вопросам физической географии Дальнего Востока.
- Шлотгауэр Светлана Дмитриевна — эксперт по проблемам ботанической географии, геоботаники и флористики.

(по состоянию на 2015 г.)

с 2018 года
- Шлотгауэр Светлана Дмитриевна (федеральный эксперт)
- Крюков Виктор Глебович (федеральный эксперт)
- Ефименко Юрий Васильевич (федеральный эксперт)
- Спижевой Николай Евдокимович (федеральный эксперт)

(по состоянию на 2019 г.)

## Этапы деятельности
Приамурский отдел ИРГО работал с 1894 по 1920 гг.
С 1917 г. — ПОИРГО стал называться Приамурский отдел Русского географического общества.
Отдел не работал в Гражданскую войну (1920—1923).
С 20 декабря 1924 г. — возобновил работу как Дальневосточный краевой отдел Государственного русского географического общества.
С 1928 г. — Дальневосточное краевое географическое общество.
Общество не работало с ноября 1929 г. (упразднили, «как бесцельное») по 1944 г.
С 10 июля 1945 г. — возрождён Приамурский (Хабаровский) филиал (отдел) Географического общества СССР.
С 1991 г. — Приамурское географическое общество (ПГО).
С 2010 г. — Хабаровское краевое отделение Русского географического общества (ХКО РГО). Допускается: Хабаровское (Приамурское) краевое отделение РГО.
 1894 
- 2 (14) мая — в Хабаровске основан Приамурский отдел.
- 2 (14) мая — в Приамурский отдел вошло Владивостокское отделение Общества изучения Амурского края (ОИАК).
- 19 апреля (1 мая) — открыт музей Общества.
- 13 (25) июля — открыто Троицкосавско-Кяхтинское отделение Приамурского отдела.
- 16 (28) июля — открыто Читинское отделение Приамурского отдела.
- 6 (18) декабря — основана библиотека Общества.
- Начали издаваться «Записки Приамурского отдела ИРГО».

 1896 
- Стрельбицкий И. И. Отчёт о путешествии в 1894 году по Маньчжурии.
- Поездка В. Л. Комарова и Э. Э. Анерта по Южноуссурийскому краю и Северной Корее (1896—1897).
- Охотско-Камчатская экспедиция К. И. Богдановича (1896—1897).
- Начали выходить «Записки Читинского отделения Приамурского отдела».

 1897 
- 30 марта — доклад С. О. Макарова о применении ледоколов при исследовании Северного Ледовитого океана.
- Сильницкий А. П. Поездка в Камчатку и на р. Анадырь.

 1898 
- Гондатти Н. Л. Поездка из с. Маркова, на р. Анадыре, в бухту Провидения (Берингов пролив).
- Начали издаваться «Труды Троицкосавско-Кяхтинского отделения».

 1899 
- 11 мая — доклад К. И. Богдановича об Охотско-Камчатской экспедиции (1895—1898).
- Исследования В. Н. Тюшова на Камчатке.

 1900 
- Корейско-Сахалинская экспедиция П. Ю. Шмидта (1900—1901).
- Участие отдела Общества во Всемирной Парижской выставке, присуждена золотая медаль за экспонаты коллекции музея Общества.

 1902 
- Сильницкий А. П. Поездка в северные округи Приморской области.

 1903 
- Исследования Я. С. Эдельштейна в северо-восточном Китае.

 1905 
- Экспедиция С. А. Бутурлина в Колымский и Охотский край.

 1906 
- Организация экспедиции на Камчатку на средства Ф. П. Рябушинского.

 1907 
- Лесоустроительные экспедиции министерства землеустройства и земледелия Российской империи на Шантары во главе с вице-инспектором корпуса лесничих О. В. Маркграфом, собраны зоологический и почвенный сборы (1907—1908, 1911—1912).

 1908 
- Исследования В. Н. Лебедевым вод Камчатки (1908—1909).
- Камчатская экспедиция, организованная на средства Ф. П. Рябушинского (1908—1910).
- Празднование 50-летнего юбилея присоединения к России Приамурья 16 и 17 мая 1908 г. в Хабаровске, организованное Приамурским отделом Императорского Русского географического общества: речи С. Н. Ванкова, В. П. Маргаритова, К. К. Куртеева, И. И. Еремеева.

 1909 
- 28 января — сообщение В. Л. Комарова «Отчёт ботанического отдела экспедиции Ф. П. Рябушинского на Камчатку».
- Этнографическое исследование В. И. Иохельсона на Алеутских островах.

 1910 
- 6 апреля — доклад П. Ю. Шмидта «Полтора года на Камчатке».
- Путешествия Приамурского генерал-губернатора П. Ф. Унтербергера на Шантары, Камчатку, Чукотку с заходом на американскую Аляску.
- 27 октября — доклад В. Л. Комарова «В Камчатке».

 1911 
- 2 марта — доклад С. А. Конради «О работах в вулканических областях южной и восточной Камчатки с июня 1908 по октябрь 1910».
- 30 марта — доклад Е. К. Суворова «Из поездки на Командорские острова».

 1912 
- 1 февраля — доклад В. И. Иохельсона «Три года на Алеутских островах и Камчатке».
- Третьяк И. А. Путешествия вокруг Хингана: (результаты командировки в 1908 и 1909 гг.).
- Отчёт об экспедициях капитана Вл. Кл. Арсеньева (Путешествия по Уссурийскому краю) 1900—1910 гг.

 1913 
- Об организации помощи экспедиции Г. Я. Седова и розыске экспедиции Г. Л. Брусилова и В. А. Русанова.

 1914 
- Историко-этнографический очерк Вл. Кл. Арсеньева «Китайцы в Уссурийском крае».

 1916 
- 27 января — доклад Б. А. Вилькицкого «Плавание судов „Таймыр“ и „Вайгач“ гидрографической экспедиции морского министерства Ледовитым океаном из Владивостока в Архангельск в 1914—1915 гг.».
- 20 марта (2 апреля) — основано Южноуссурийское отделение Приамурского отдела.

 1922 
- Начали выходить «Записки Приморского филиала», «Записки Южноуссурийского отделения Приамурского отдела».

 1924 
- Научно-промысловая экспедиция «Дальрыбы» и «Дальгосторга» на Шантары в составе: начальник экспедиции А. Д. Батурин, помощник начальника экспедиции зоолог Г. Д. Дулькейт, И. М. Гончаров (1924—1926).

 1926 
- 15-23 марта — проект десятилетнего плана капитального строительства ведущих отраслей промышленности, золотой, угольной, лесной, рыбной на I Дальневосточном краевом съезде Советов рабочих, крестьянских, казачьих и красноармейских депутатов (Хабаровск), под председательством первого секретаря Дальневосточного крайкома ВКП(б) Яна Гамарника.
- 11-18 апреля — конференция по изучению производительных сил (Хабаровск), оценка состояния природно-ресурсного потенциала региона и возможностей его промышленного использования, проблемы привлечения и закрепления населения, проекты обеспечения транспортной доступности территории.

 1927 
- Гидробиологическая экспедиция Тихоокеанской научно-промысловой станции (ТИРХ) на Шантары в составе: Г. И. Закс, А. Г. Кузнецов и А. П. Введенский, собран гербарный материал, в том числе гербарий водорослей.

 1928 
- Гидрологическая и гидробиологическая экспедиция Государственного гидрологического института (Тихоокеанская научно-промысловая станция на Шантарах).

 1930 
- Экспедиция Акционерного Камчатского общества (АКО) и Амуррыбаксоюза по исследованию перспектив морского зверобойного промысла на Шантарах (1930—1931).

 1932 
- 23 января — доклад В. Ю. Визе «Поход „Малыгина“ в Арктику в 1932 г.».

1933 
- 18 февраля — доклад О. Ю. Шмидта «Об экспедиции на ледоколе „Сибиряков“ через Ледовитый океан (Архангельск — Тихий океан)».

 1934 
- Экспедиция по землеводоустройству районов Крайнего Севера.

 1941 
- 6 мая — учреждён Камчатский отдел Общества в г. Петропавловск-Камчатском.

 1944 
- Возобновил работу Амурский отдел Общества.

 1945 
- Возрождён Приамурский (Хабаровский) филиал Общества, основаны научно-отраслевые отделения: геоморфологии и геологии, биогеографии, экономической географии.

 1946 
- Хорско-Анюйско-Самаргинская комплексная экспедиция (Колосовский Ф. В., Шестакова Ю. А., Нечаев А. П. и др.).
- Археологические раскопки неолитического периода на Песчаном полуострове в южном Приморье, под рук. Г. М. Власова.
- Основан отдел Общества в Биробиджане (ЕАО).

 1947 
- Открытие Сихотэ-Алиньского метеорита (Ярмолюк В. А., Онихимовский В. В., Татаринов Г. Т.), экспедиция под рук. акад. В. Г. Фесенкова.
- Исследование останков мамонта на ст. Вяземская (Г. М. Власов, А. Ф. Баранов, А. А. Андреев).
- Основан Нижнеамурский отдел Общества в Николаевске-на-Амуре.
- Основан Комсомольский отдел Общества в Комсомольске-на-Амуре.
- Основано отделение геологии и геоморфологии Общества в г. Свободном.

 1948 
- Основан Якутский филиал Общества.

 1949 
- Начали издаваться «Вопросы географии Дальнего Востока» (Хабаровск).

 1952 
- Основан Сахалинский отдел Общества.

 1957 
- Начали издаваться «Амурский краевед» (Благовещенск), «Краеведческий сборник» (Улан-Удэ).

 1959 
- 18-24 сентября — Первое научное совещание географов Сибири и Дальнего Востока (Иркутск).
- Начал издаваться «Амурские сборник» (Благовещенск).
- В Иркутске организовано Бюро сибирских и дальневосточных филиалов и отделов Общества.

 1961 
- Начали выходить в свет «Вопросы географии Якутии».

1962 
- 5-13 сентября — второе научное совещание географов Сибири и Дальнего Востока (Иркутск).

 1963 
- Начали выходить в свет «Вопросы географии Камчатки».

 1964 
- Основан Чукотский отдел Общества.

 1966 
- 23-28 сентября — третье научное совещание географов Сибири и Дальнего Востока (Омск).

 1970 
- Экспедиция отдела леса Биолого-почвенного института Дальневосточного научного центра АН СССР на Шантары.

 1971 
- Комплексная экспедиция по изучению экосистемы Шантарского архипелага во главе с Г. Е. Росляковым и С. Д. Шлотгауэр (1971, 1978, 1982, 1986, 1991, 1992).

 1972 
- Поиски Ачанского городка (острога) Хабарова на Амуре, совместные экспедиции с Институтом истории, филологии и философии СО АН СССР, проводились археологические раскопки (1972, 1973, 1978, 1979, 1982), при активном участии учёного секретаря отделения А. А. Степанова.

 1986 
- Комплексная экспедиция по изучению экосистемы Шантарского архипелага во главе с Г. Е. Росляковым и С. Д. Шлотгауэр (1986, 1991, 1992).

 1990 
- Экспедиция в честь 100-летия путешествия А. П. Чехова на Дальний Восток: Сретенск — Амур — Александровск-на-Сахалине.

 1991 
- Экспедиция Камчатка — Курильские острова — Сахалин.

 1993 
- Экспедиция на Карийскую каторгу со съёмкой телефильмов «Карийский сюжет для небольшого рассказа» и «Поверженный Чингисхан».

 1994 
- Экспедиция на о. Ионы в Охотском море (т/ф «Охотская Терра инкогнито»), для присоединения его к Хабаровскому краю (1994, 1997).

 1995 
- Экспедиция к озеру Мухтель (т/ф «Озеро Мухтель»).

 1996 
- Комплексная научно-исследовательская экспедиция по изучению Большого Уссурийского и Тарабарова островов (Постановление главы администрации Хабаровского края от 19 июня 1996 г. № 280).

 1997 
- Возобновился выход «Вопросы географии Дальнего Востока» (Хабаровск).

 2018 
- Изучение последствий Бурейского оползня и ледяного цунами на Бурейском водохранилище в Хабаровском крае под рук. А. Н. Махинова (2018—2020).

 2020 
- Возобновился выход «Записки Хабаровского (Приамурского) отделения РГО» (Хабаровск).

 2022 
- Совместная экспедиция на парусном катамаране «Антарес» на о. Ионы (высадка 13 августа 2022 г.).

 2023 
- Совместная экспедиция на парусном катамаране «Антарес» из Хабаровска до мыса Дежнева (Чукотка), по пути Приамурского генерал-губернатора П. Ф. Унтербергера в 1910 году на корабле «Шилка».
- Экспедиция АНО «Планета Тайга» по маршруту первопроходца И. Ю. Москвитина (рук. В. Решетников): Нелькан — устье р. Улья — Охотск.

### Собственные награды
В 2021 г. — учреждена памятная медаль им. А. Ф. Миддендорфа «За изучение Приамурья».
Награжденные:
- в 2021 г. — С. Д. Шлотгауэр, В. В. Крюков.
- в 2022 г. — М. Г. Малахов, А. М. Мурашев, В. Н. Завгорудько[46].
- в 2023 г. — Е. В. Кондратьева, А. Н. Сесёлкин, К. А. Пронякин.

### Отделения[47]
ПОИРГО было разрешено образовывать филиальные отделения:
- Владивостокское отделение Общества изучения Амурского края (ОИАК) во Владивостоке — 2 (14) мая 1894 года (учреждено в 1884 году)[48][49],
- Троицкосавско-Кяхтинское отделение (ныне Бурятское) в Кяхте (ныне в Улан-Удэ) — 13 (25) июля 1894 года[50] , филиал с 1954 года.
- Забайкальское (Читинское) отделение (до 1965 года — отдел) в Чите — 16 (28) июля 1894 года[51][52],
- Амурское отделение в Благовещенске — в 1909 году, отдел с 1926 года,
- Южно-Уссурийское отделение в Никольск-Уссурийске (ныне Уссурийск) — 20 марта (2 апреля) 1916 года.

Самостоятельный Якутский отдел ИРГО в Якутске — 25 августа (7 сентября) 1913 года.
В советское время на Дальнем Востоке России открылись отделы Географического общества СССР:
- Камчатский отдел в Петропавловске-Камчатском — 6 мая 1941 года (с 1920 года работало Общество изучения Камчатской области)[54],

- Биробиджанский отдел в ЕАО — в 1946 году, работал по 1991 год,
- Комсомольский отдел Хабаровского филиала в Комсомольске-на-Амуре — 1947[55], 1960 год,
- Сахалинский отдел в Южно-Сахалинске — в 1952/56 году,
- Магаданский отдел в Магадане — в 1955 году,
- Бюро сибирских и дальневосточных филиалов и отделов в Иркутске — в 1959 году,
- Магаданский отдел в п. Провидения — в 1964 году,
- Чукотский отдел в г. Анадырь — в 1978 году, работал по 1991 год.

В современной России на Дальнем Востоке открылись отделения Русского географического общества:
- Отделение ЕАО в Биробиджане — в 2010 году (восстановлено)[56].
- Чукотское отделение в Анадыре — в 2010 году (восстановлено)[57].

### Музей Приамурского отдела (Гродековский музей)
19 апреля [1 мая] 1894 года — открыт музей Приамурского края, на базе экспонатов выставки в честь 10-летия Приамурского края, первоначально располагавшейся в Хабаровске, в здании аптечного склада на Военной горе (тогда ул. Хабаровская, ныне ул. Дзержинского, 89). Эта дата стала днём основания музея Приамурского края.
Музей Приамурского края вошёл в Приамурский отдел ИРГО как Естественно-исторический музей Приамурского отдела ИРГО.
Первым общественным директором (основателем) музея стал тайный советник, военно-медицинский инспектор Приамурского округа, доктор медицины Василий Николаевич Радаков (в ведении его как раз и были аптечные склады на Военной горе), который увлекался орнитологией. В 1895 г. (до 1897 г.) его сменил статский советник, окружной инспектор училищ Приамурского края, математик и краевед генерал Василий Петрович Маргаритов.
В мае 1896 г. — в построенном левом крыле здания (тогда ул. Алексеевская, ныне ул. Шевченко, 11), рядом с бывшим Инвалидным («Муравьевским») домиком в городском саду, разместили первые коллекции из экспедиций Приамурского отдела ИРГО. В августе 1899 г. закончилось строительство второй очереди, а 17 июля 1900 года строительство завершилось полностью.
В 1902 г. музей получил название Гродековский.
Основатель музея — основатель-директор Василий Николаевич Радаков, покровитель — Гродеков Н. И..

 Объект культурного наследия № 2710032000

### Библиотека Приамурского отдела (Николаевская библиотека)
15 декабря 1893 года, на этапе подготовки открытия библиотеки, приамурский генерал-губернатор С. М. Духовский назначил заведующим библиотекой члена-учредителя ПОИРГО, чиновника особых поручений при генерал-губернаторе, офицера штаба Приамурского военного округа, капитана Михаила Алексеевича Соковнина. Склад-библиотека находилась в Хабаровске, в здании аптечного склада на Военной горе (тогда ул. Хабаровская, ныне ул. Дзержинского, 89).
6 [18] декабря 1894 года — открыта и освящена библиотека в здании бывшего Инвалидного («Муравьевского») домика в городском саду (тогда ул. Алексеевская, ныне ул. Шевченко, 9). Эта дата стала днём основания библиотеки.
Возглавить библиотеку (общественный директор) поручили члену правления ПОИРГО, чиновнику особых поручений при генерал-губернаторе, врачу Василию Власьевичу Перфильеву (с 1894 по 1900 гг.).
Работала библиотека только для членов ИРГО. После разборки и систематизации книг — 15 [27] февраля 1895 года — библиотека открылась для всех желающих.
Публичная библиотека началась с дара цесаревича Николая, будущего российского императора Николая II, который пожертвовал 450 книг из своей библиотеки, пожелав, чтобы к ним был открытый доступ. В его честь библиотека стала называться Николаевской публичной библиотекой.
Основатель библиотеки — Николай II, покровитель — Духовский С. М..

 Объект культурного наследия № 2700000114

## Взносы
- Членский взнос ПОИРГО — 5 руб. в год.
- Членский взнос Географического общества СССР — ~2 руб. 50 коп. в год.
- Членский взнос РГО — 300 руб. в год, вступительный взнос — 1000 руб.

## Адреса

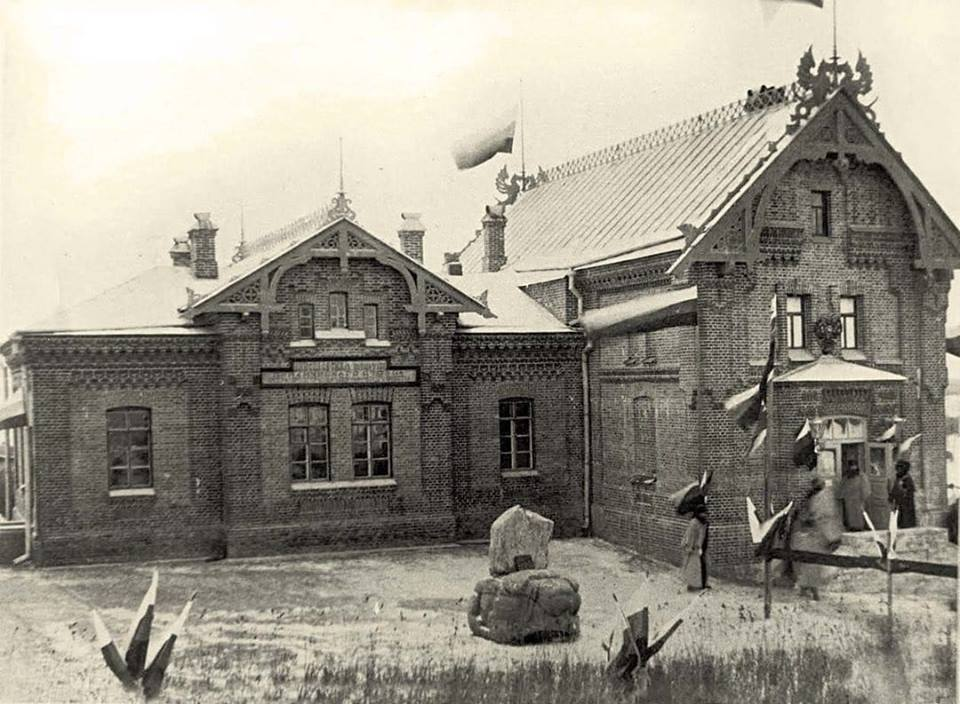
ПОИРГО и Николаевская библиотека, 1894. Стоит ещё черепаха, до переезда к зданию краевого музея.

Хабаровск, ул. Шевченко, 9 (тогда ул. Алексеевская, городской сад) — этот дом известен как здание Николаевской публичной библиотеки Приамурского отдела ИРГО (библиотека находилась до 1944 г.). Там же находилась штаб-квартира Приамурского отдела ИРГО.
Первоначально, с 1891 г. на этом месте стоял одноэтажный домик для инвалидной команды, охранявшей памятник Муравьёву-Амурскому.
С 1894 года Приамурский отдел ИРГО пристроил к домику справа крыло. В 1936 г. — было пристроено слева крыло, надстроено до 2-х этажей, в 1956 г. — надстроено до 4-х этажей.
Ныне там находится Хабаровское региональное отделение «Единой России» и Дальневосточный филиал «Интерфакса».
Временно, с 2016 года, отделение значится в здании Института водных и экологических проблем ДВО РАН (обособленное подразделение ХФИЦ ДВО РАН) по адресу: Хабаровск, ул. Дикопольцева, 56; с 2025 года — в здании ТОГУ: Хабаровск, ул. Тихоокеанская, 136.

## Труды
- Положение о Приамурском отделе Императорского Русского географического общества. // Записки Приамурского отдела ИРГО. Т. 1, вып. 1. — СПб.: Тип. Император. Акад. наук, 1894. — 94 с., стр. 89-94.
- Положение о Приамурском отделе Императорского Русского географического общества. 1894. — 21 с.
- Устав Императорского Русского географического общества и Положение о Приамурском его отделе. — Хабаровск: Типография М. А. Тыртова, 1895. — 40 с.
- Краткая история Приамурского отдела ИРГО за 20 лет его деятельности. 1893—1913. — Хабаровск, 1913. — 30 с.
- Записки [Известия] Приамурского отдела ИРГО. СПб.-Москва-Хабаровск, 1894—1914 гг. 10 тт, 25 кн.[75][76] , продолжение с 2020 г. как Хабаровского отделения РГО, тт. 11-12[77]

- Т. 1

— вып. 1 (1894) — Санкт-Петербург,

— вып. 2 (1896) — Хабаровск,

— вып. 3 (1896) — Хабаровск,

— вып. 4 (1896) — Хабаровск,
- Т. 2

— вып. 1 (1896) — Санкт-Петербург,

— вып. 2 (1896) — Москва,

— вып. 3 (1897) — Хабаровск,

— вып. 4 (1897) — Хабаровск,
- Т. 3

— вып. 1 (1897) — Хабаровск,

— вып. 2 (1897) — Санкт-Петербург,

— вып. 3 (1898) — Хабаровск,
- Т. 4

— вып. 1 (1898) — Хабаровск,
— вып. 2 (1898) — Хабаровск,

— вып. [3] 4 (1899) — Хабаровск,
- Т. 5

— вып. 1 (1899) — Хабаровск,

— вып. 2 (1899) — Хабаровск,

— вып. 3 (1900) — Хабаровск,
- Т. 6

— вып. 1 (1902) — Хабаровск,

— вып. 2 (1905) — Хабаровск,
- Т. 7

— вып. 1 «Известия» /Записки/ (1908) — Хабаровск,

— вып. 2 юбилейный /присоединения к России Приамурья 16 и 17 мая 1908 г./ (1909) — Хабаровск,
- Т. 8

— вып. 1 (1912) — Хабаровск,

— вып. 2 (1912) — Хабаровск,
- Т. 9

— вып. 1 (1913) — Хабаровск,
- Т. 10

— вып. 1 (1914) — Хабаровск.
- Т. 11

— вып. 1 (2020) — Хабаровск.
- Т. 12

— вып. 1 (2022) — Хабаровск.
- Труды Приамурского отдела Императорского Русского географического общества. Хабаровск, 1894—1896 гг. 2 тт.[105][106]

- Труды Троицкосавско-Кяхтинского отделения Приамурского отдела ИРГО. М.-Иркутск-СПб., 1898—1915 гг. 18 тт.[107][108]

- Записки Забайкальского филиала (Читинского отделения Приамурского отдела) ИРГО. Чита-Иркутск-СПб., 1896—1925 гг. 16 тт.[109][110]

- Записки Общества изучения Амурского края. Владивосток-Петроград-Хабаровск-Владивосток, 1888—1922 гг. 17 тт. / 1928 г. — по н.в. 27 тт., всего 44 тт.[111][112]

- Известия Южно-Уссурийского отдела государственного Русского географического общества. Никольск-Уссурийск, 1922—1928 гг. 16 тт.[113][114]

- Вопросы географии Дальнего Востока. Изд. Приамурский (Хабаровский) филиал Географического общества СССР/России. Хабаровск, 1949—1998 гг. 22 кн. (сб./вып.)

- Сб. 1[115] . — 1949.
- Сб. 2[116]. — 1955.
- Сб. 3[117]. — 1957. Растительный мир.
- Сб. 4[118]. — 1960.
- Сб. 5[119]. — 1963.
- Сб. 6[120]. — 1963.
- Сб. 7[121]. — 1965. Преобразование природы. Биогеография.
- Сб. 8[122]. — 1967. Климат и воды.
- Сб. 9[123]. — 1971.
- Сб. 10[124]. — 1972.
- Сб. 11[125]. — 1973. Зоогеография.
- Сб. 12[126]. — 1973. Вопросы эволюции ландшафтов юга Дальнего Востока.
- Сб. 13[127]. — 1973. Природные воды Дальнего Востока.
- Сб. 14[128]. — 1973. Биотические компоненты экосистем юга Дальнего Востока.
- Сб. 15[129]. — 1975. Ресурсы и химический состав природных вод Дальнего Востока.
- Сб. 16[130]. — 1975. Геоморфология и палеогеография Дальнего Востока.
- Сб. 17[131]. — 1977. Биогеография Приамурья.
- Сб. 18[132]. — 1977. Региональная и прикладная геоморфология Приамурья.
- Сб. 19[133]. — 1979. Биологические компоненты ландшафтов восточной зоны БАМа.
- Сб. 20[134]. — 1997. Экологические проблемы при горнорудном и энергетическом освоении территорий и акваторий.
- Сб. 21[135]. — 1998.
- Сб. 22[136]. — 1998. Экологизация образования в школах и вузах.

- Наука и Природа Дальнего Востока. // Изд. Приамурское географическое общество (ПГО), № 1, 2, (2004, 2006).

- Арсеньевские чтения 7-8 апреля 1984 г. Тезисы докладов и сообщений. Редкол.: С. А. Пайчадзе, А. А. Пономарева, Т. И. Садохина, М. И. Светачев, В. С. Шевченко, Ю. А. Шестакова. — Хабаровск, 1984. — 125 с.
- Чтения имени Г. И. Невельского 24-25 сентября 1987 г. Для служ. польз. № 5. Редкол.: А. С. Шейнгауз, И. П. Дружинин, Г. Г. Левкин, В. С. Шевченко, В. И. Симаков, В. Ф. Ковтун. — Хабаровск, 1987. — 86 с.
- Онихимовский В. В., Беломестных Ю. С. Полезные ископаемые Хабаровского края (перспективные для освоения месторождения и проявления). Комитет по геологии и использованию недр РФ, Дальгеолком. Научно-технический центр Дальгеоцентр, Приамурское географическое общество. — Хабаровск, 1996. — 496 с.
- Максимов А. В., Смирнов Н. А. Бобловские родственники Д. И. Менделеева. — Хабаровск: Приамурское географическое общество, 1996. — 62 с.
- Симаков В. И. Атомология (опыт истории и теории). — Хабаровск, 1990. — 120 с.
- Симаков В. И. Принятие учения Демокрита на Руси, или Введение в русскую интеллектуальную историю (интеллектологию). — Хабаровск: Приамурское географическое общество, 1996. — 312 с.
- Симаков В. И. Интеллектология. — Хабаровск: Приамурское географическое общество (ПГО), 2002. — 480 с.
- Симаков В. И. Михаил Васильевич Ломоносов: Феноменология интеллекта. К 300-летию М. В. Ломоносова. Всемирная академия наук комплексной безопасности. Центр по содействию развития фундаментальных научных исследований. — Хабаровск: Риотип краевой типографии, Приамурское географическое общество (ПГО), 2007. — 608 с.
- Мясников В. С. Договорными статьями утвердили (Дипломатическая история русско-китайской границы XVII—XX вв.). — Хабаровск: Российская Академия наук; Институт Дальнего Востока; Приамурское географическое общество, 1997. — 544 с.
- Октябрь и человечество: Материалы докладов и выступлений на региональной научно-практической конференции, посвященной 80-летию Великой Октябрьской социалистической революции, 75-летию образования СССР и 75-летию освобождения Дальнего Востока от белогвардейцев и интервентов. — Вып. 2: История, воспитание и образование. — Хабаровск: Изд. Приамурское географическое общество, 1997. — 148 с.
- Происхождение разума на Земле: Международный научный симпозиум 15-18 мая 1997 г. — Хабаровск: Приамурское географическое общество, 1997. — 348 с.
- Дубинина Н. И. Приамурский генерал-губернатор Н. Л. Гондатти. — Хабаровск: Приамурское географическое общество, 1997. — 208 с., ил.
- Дубинина Н. И. Приамурский генерал-губернатор Н. И. Гродеков: Историко-биографический очерк. — Хабаровск: ПГО, Изд. дом Приамурские ведомости, 2001. — 352 с., ил.
- Дубинина Н. И. Приамурский генерал-губернатор П. Ф. Унтербергер: Документально-историческое повествование. — Хабаровск: Приамурское географическое общество, из-во Риотип краевой типографии, 2008. — 400 с.
- Левкин Г. Г. Волочаевка без легенд. — Хабаровск: Приамурское географическое общество, 1999. — 287 с.
- Барсуков И. П. Граф Николай Николаевич Муравьев-Амурский. Биографические материалы по письмам, официальным документам, рассказам современников и печатным источникам. Репринтное издание по изданию 1891 г. Кн. 1. — М.: Синодальная типография, 1891./ — 2-е изд. — Хабаровск: Приамурское географическое общество, 1999. — 704 с.
- Методические рекомендации по реконструкции предприятий оборонно-промышленного комплекса. Отв. ред. Заусаев В. К. — Хабаровск: Приамурское географическое общество, 2001. — 58 с.
- Думикян А. Д., Ривкус Ю. З., Триликаускас Л. А. Буреинский заповедник — край девственной природы. — Хабаровск: Приамурское географическое общество, 2005. — 100 с.
- Морозов В. С. Птицеводство Дальнего Востока. / Российская академия сельскохозяйственных наук. ДальНИИСХ. Дальневосточная ЗОСП. Приморская государственная сельскохозяйственная академия. — Хабаровск: Приамурское географическое общество, 2005. — 306 с., ил.
- Филонов А. М. Три ипостаси Якова Дьяченко: Из истории освоения Приамурья и Приморья. — Хабаровск: Изд. дом Приамурские ведомости, 2009. — 200 с., ил.
- Филонов А. М. Амурская экспедиция Г. И. Невельского. Взгляд из XXI века. — Хабаровск: Кр. типография, 2013. — 336 с., ил.
- Филонов А. М. Из века в век… Краткий очерк истории Географического общества в Хабаровске. 120 лет Приамурскому отделу Императорского Русского географического общества. — Хабаровск: Краевая типография, 2015. — 160 с., ил.
- Завгорудько В. Н. Таежные «приколы»: Сборник рассказов. Приамурское географическое общество. — Хабаровск: ФГУП 488 ВКФ, 2006. — 112 с.
- Зенченко Н. Г. Кометы — причина ледниковых эпох на Земле. — Хабаровск: Приамурское географическое общество, 2007. — 20 с., ил.
- Негодяев П. И. Дело №… — Хабаровск: Приамурское географическое общество, 2007. — 226 с.
- Красноштанов Г. Б. Ерофей Павлович Хабаров: Документальное повествование. — Хабаровск: Приамурское географическое общество, изд-во Риотип краевой типографии, 2008. — 752 с.
- Масликов В. И. Универсум: Эволюция мыслящей материи. — Хабаровск: Изд. Приамурское географическое общество (ПГО), Риотип краевой типографии, 2008. — 192 с.
- Кириллов В. Е. В каменном царстве Черного Исполина: О недавнем, близком и далеком. Путевые очерки разных лет (2005—2010 г. г.). ОАО Полиметалл, Хабаровское дочернее геологоразведочное предприятие (ГРП). Приамурское географическое общество. Институт тектоники и геофизики им. Ю. А. Косыгина (ИТиГ). — Хабаровск: Риотип, 2010. — 240 с., ил.
- Масло О. А. Общества научной мысли (О деятельности научных обществ на Дальнем Востоке России в конце XIX — начале XX веков): Монография. — Хабаровск: Приамурское географическое общество, 2011. — 300 с.
- Пронякин К. А. Первые летчики на Дальнем Востоке России: влетевшие в историю (справочник. 196 биографий). К 80-летию Хабаровского края, к 95-летию Гражданского Воздушного флота России и к 100-летию Восточного военного округа. Приветствия: Героя России Г. В. Жидко, С. И. Авакянца, С. И. Фургала, А. С. Николаева; предисл. Т. В. Барановой; послесл.: А. М. Будника, В. М. Куканова. — Хабаровск: ООО «Медиа-Мост»; РГО, 2019. — 160 с., ил. (Серия: История развития авиации на Дальнем Востоке).
- Арсеньев В. К., Титов Е. И. Быт и характер народностей Дальневосточного края; Арсеньев В. К. Китайцы в Уссурийском крае: очерк историческо-этнографический./ Приложения: исторические статьи В. К. Арсеньева и топонимика от Г. Г. Левкина./ Репринт. изд. Сост. К. А. Пронякин. — Хабаровск: ХКО РГО, 2022. — 295 с., ил. (К 150-летию В. К. Арсеньева)

## Награды
- Золотая медаль Всемирной выставки в Париже («La médaille de l’Exposition universelle de Paris — Département Priamurskiy de la Société Géographique Impériale Russe») 1900 года[137].